# Rhagoletis scutellata
Rhagoletis scutellata är en tvåvingeart som beskrevs av Zia 1938. Rhagoletis scutellata ingår i släktet Rhagoletis och familjen borrflugor. Inga underarter finns listade i Catalogue of Life.